# Club Baloncesto Ciudad de Ponferrada
El Club Baloncesto Ciudad de Ponferrada, también conocido por motivos de patrocinio como Clínica Ponferrada SDP, es un club de baloncesto español fundado en 2002, con sede en la ciudad de Ponferrada, (León), que compite en la Segunda FEB, la tercera categoría del baloncesto español tras la ACB y la Primera FEB. Disputa sus partidos en el pabellón municipal, recientemente renombrado, Complejo Deportivo Lydia Valentín, con capacidad para 2870 espectadores.

## Historia
El CB Ciudad de Ponferrada se fundó en 2002 con el objetivo de sustituir al antiguo equipo JT, que cesó en actividad. Empezó jugando en la Primera División Nacional  y cinco años después consiguió su primer ascenso a la Liga EBA. Solo pudo permanecer una temporada en la Liga EBA y descendió a Primera División Nacional.
En la temporada 2013-14, tras varios años compitiendo entre Primera división y Provincial, el club se clasifica para la fase de ascenso a liga EBA, pero no logra el objetivo, a pesar de disputar la fase final en Ponferrada. Sin embargo, dos años después, el club consiguió una plaza vacante en la Liga EBA.
En la temporada 2018-19 el Ciudad de Ponferrada alcanzó uno de los hitos más importantes de la historia del club, el ascenso a la LEB Plata, tras proclamarse campeón de su grupo (A-B) en la Liga EBA y finalizar invicto en la Fase final. Desde entonces ha permanecido en esta categoría, actualmente denominada Segunda FEB.
Desde 2022 la Sociedad Deportiva Ponferradina (fútbol)  y el Club Baloncesto Ciudad de Ponferrada firman un acuerdo de colaboración,con numerosos puntos de unión, entre los que destaca, una identidad común bajo las siglas de la SDP. De este modo, el club de baloncesto pasará a llamarse Clínica Ponferrada SDP y adoptará el escudo y colores de la Ponferradina.

## Denominaciones
- Ciudad de Ponferrada (2005-2006 )
- Ciudad de Ponferrada-Gestiona (2006-2007 )
- Ciudad de Ponferrada (2007-2013 )
- El Rosal Ciudad de Ponferrada (2013-2016 )
- Residencia Las Encinas Ciudad de Ponferrada (2016-2018 )
- Bierzo Fitness Dentomedic Ciudad de Ponferrada (2018-2019 )
- Cat & Rest Intragas-Clima CDP (2019-2020 )
- Cat & Rest Clínica Ponferrada CDP (2020-2021 )
- Clínica Ponferrada CDP (2021-2022 )
- Clínica Ponferrada SDP (2022- )

## Trayectoria
| Temporada | Nivel | División     | Pos. | Postemporada              | LR    | PO       | Copa        | Copa |
| --------- | ----- | ------------ | ---- | ------------------------- | ----- | -------- | ----------- | ---- |
| 2002–03   | 5     | 1.ª Nacional | –    | –                         | –     | –        | –           | –    |
| 2003–04   | 5     | 1.ª Nacional | –    | –                         | –     | –        | –           | –    |
| 2004–05   | 5     | 1.ª Nacional | 4.º  | –                         | –     | –        | –           | –    |
| 2005–06   | 5     | 1.ª Nacional | 3.º  | –                         | 19-5  | –        | –           | –    |
| 2006–07   | 5     | 1.ª Nacional | 2.º  | Ascenso                   | 24-6  | 3-0      | –           | –    |
| 2007–08   | 4     | Liga EBA     | 14.º | Descenso                  | 10-20 | –        | –           | –    |
| 2008–09   | 5     | 1.ª Nacional | 10.º | –                         | 7-17  | –        | –           | –    |
| 2009–10   | 5     | 1.ª Nacional | 6.º  | –                         | 11-11 | –        | –           | –    |
| 2010–11   | 5     | 1.ª Nacional | 4.º  | Descenso                  | 15-7  | –        | –           | –    |
| 2011–12   | 6     | Provincial   | 9.º  | –                         | 8-12  | –        | –           | –    |
| 2012–13   | 6     | Provincial   | 2.º  | Ascenso                   | 16-4  | –        | –           | –    |
| 2013–14   | 5     | 1.ª Nacional | 2.º  | Fase ascenso (4.º)        | 9-5   | 0-3      | –           | –    |
| 2014–15   | 5     | 1.ª Nacional | 10.º | –                         | 2-16  | –        | –           | –    |
| 2015–16   | 5     | 1.ª Nacional | 5.º  | Ascenso                   | 8-8   | –        | –           | –    |
| 2016–17   | 4     | Liga EBA     | 6.º  | –                         | 15-11 | –        | –           | –    |
| 2017–18   | 4     | Liga EBA     | 11.º | –                         | 14-16 | –        | –           | –    |
| 2018–19   | 4     | Liga EBA     | 1.º  | Fase final (2.º)/ Ascenso | 20-6  | (1-0)3-0 | –           | –    |
| 2019–20   | 3     | LEB Plata    | 12.º | –                         | 12-13 | –        | –           | –    |
| 2020–21   | 3     | LEB Plata    | 5.º  | Cuartos final (7.º)       | 15-11 | 1-3      | –           | –    |
| 2021–22   | 3     | LEB Plata    | 10.º | –                         | 12-14 | –        | –           | –    |
| 2022–23   | 3     | LEB Plata    | 6.º  | Cuartos final (8.º)       | 14-12 | 2-2      | –           | –    |
| 2023–24   | 3     | LEB Plata    | 5.º  | Octavos final (11.º)      | 14-12 | 1-1      | –           | –    |
| 2024–25   | 3     | Segunda FEB  | 4.º  | Octavos final (11.º)      | 15-11 | 1-1      | Copa España | FG   |

| Leyenda                |
| ---------------------- |
| Primer Nivel Nacional  |
| Segundo Nivel Nacional |
| Tercer Nivel Nacional  |
| Cuarto Nivel Nacional  |
| Primer Nivel Regional  |